# 2008 au Nouveau-Brunswick
Chronologie du Nouveau-Brunswick
- 2004
- 2005
- 2006
- 2007
- 2008
- 2009
- 2010
- 2011
- 2012

Cette page concerne des événements d'actualité qui se sont produits durant l'année 2008 dans la province canadienne du Nouveau-Brunswick.

## Événements
- 12 janvier : tragédie des Boys in Red. Un accident de route près de Bathurst laisse huit personnes décédés incluant sept adolescents et une femme. Ils étaient tous les membres de l'équipe de basketball à l'école secondaire de Bathurst.
- 12 mai : Brad Woodside et Norm McFarlane sont réélus respectivement maires de Fredericton et Saint-Jean et Jean Leblanc, Lucio Cordisco, Gerry Cormier et George LeBlanc sont élus maires de Dieppe, Maisonnette, Miramichi, Moncton lors des élections municipales.
- 30 juin : un accident d'un camion transportant 12 millions d'abeilles s'est renversé près de Saint-Léonard et ce fut le premier accident de ce genre dans l'histoire du Nouveau-Brunswick[1].
- 14 octobre : à l'élection générale canadienne, les conservateurs remportent 6 sièges dans la province, les libéraux 3 et les néo-démocrates 1.
- 18 octobre : David Alward est élu chef du Parti progressiste-conservateur du Nouveau-Brunswick.
- Du 22 octobre au 3 novembre : Vandalisme dans le Kent en 2008.
- 3 novembre : le progressiste-conservateur Jack Carr remporte l'élection partielle de New Maryland—Sunbury-Ouest à la suite de la démission de Keith Ashfield pour se présenter sa candidature à l'élection fédérale.
- 15 novembre : fondation du Parti vert du Nouveau-Brunswick.
- 18 décembre : publication du Rapport Finn.
- 22 décembre : le député progressiste-conservateur de Restigouche-La-Vallée Percy Mockler est nommé au Sénat.

## Décès
- 4 janvier : Mort Garson, compositeur.
- 15 mai : Claude Théberge, peintre.
- 29 mai : Luc Bourdon, défenseur de hockey.
- 25 juillet : Joseph Landry, sénateur.
- 1er octobre : William Creaghan, député.
- 3 novembre : Ulysse Landry, auteur-compositeur-interprète, poète et romancier.
- 21 novembre : Benedict Pothier, chirurgien et médecin.
- 24 décembre : Gordon Fairweather, député, président de la Commission de l'immigration et du statut de réfugié du Canada.